# Novi Dvori Cesargradski
Novi Dvori Cesargradski, također zvani Novi Dvori Klanječki, je ruševni dvorac u naselju Novi Dvori Klanječki kod mjesta Klanjec.

## Opis
Ruševni dvorac „Novi Dvori Klanječki“ s pripadajućim gospodarskim objektom (žitnicom) i kurijom upravitelja imanja dio je nekadašnjeg feudalnog kompleksa koji se smjestio južno od Klanjca, uz cestu što vodi prema Zaprešiću. Dvorac je 1603. godine podigao hrvatski ban Toma Erdödy o čemu svjedoči godina uklesana na kamenoj ploči s natpisom i obiteljskim grbom, koja je nekada stajala iznad portala. Dvorac pripada tipu kasnorenesansnih četverokrilnih dvoraca s unutrašnjim dvorištem i ugaonim cilindričnim kulama. Kako nikada nije bio dovršen, tako je unutrašnje dvorište s triju strana ostalo zatvoreno krilima s arkadama, dok je umjesto južnog krila bio podignut zid.

## Zaštita
Pod oznakom Z-4595 zavedena je kao nepokretno kulturno dobro - pojedinačno, pravnog statusa zaštićena kulturnog dobra, klasificirano kao "stambena građevina".